# 路易斯·斯洛廷
路易斯·亞歷山大·斯洛廷（英語：Louis Alexander Slotin，1910年12月1日—1946年5月30日），加拿大物理学家和化学家，曾參與曼哈顿计划。斯洛廷生於加拿大曼尼托巴省温尼伯市北區，並在那裏長大，在曼尼托巴大学取得理學學士及理學碩士學位之後，轉到伦敦国王学院學習，並於1936年在該校取得物理化學博士學位。之後，他以研究員的身份加入芝加哥大学，並協助設計了一套回旋加速器。
斯洛廷於1942年獲邀參加曼哈頓計劃。在曼哈頓計劃中，他負責測量鈾及钚核心的臨界質量值。在第二次世界大战後，斯洛廷繼續在洛斯阿拉莫斯国家实验室從事研究工作。於1946年5月21日，斯洛廷意外地啟動了一次核分裂反應，當中釋放出一股硬性輻射。斯洛廷被緊急送院，並於九天後的5月30日逝世，成為史上第二名临界事故的遇難者。
斯洛廷在事發後迅速作出反應，成功防止同事死亡，故被美國政府譽為英雄。然而，一部分物理學家認為該事故是可以避免的。該事故及其餘波已在文學作品中被戲劇化。

## 早年
斯洛廷是家中三名孩子中的長子，父母是说意第緒語的難民，因俄國屠殺猶太人而逃亡到緬尼托巴省的温尼伯市。他在温尼伯市的北區長大，該區是東歐移民的集中地。他幼年在麥克雷小學读书，少年在聖約翰技術高中读书，在此期间，斯洛廷都表現出他非凡的學術才能。他的弟弟森姆後來评价他的哥哥“有着使他能長時間學習的超常集中力”。斯洛廷16歲时考進了马尼托巴大学，攻读科學學位。在本科生修業期間，他在物理學和化學方面都獲得了大學頒發的金獎章。斯洛廷於1932年取得了地質學理學學士學位，並於1933年取得理學碩士學位。在一位導師的協助下，他獲得了前往倫敦國王學院學習的研究生獎學金，而他的導師則是當時的化學系主任，專門研究光化學及電化學的亞瑟·約翰·阿爾曼德。

### 國王學院
在國王學院時期，斯洛廷曾獲得學院業餘羽量級拳擊錦標賽優勝，因而以業餘拳手的身份聞名校內。後來，他為西班牙共和國打過仗，並跟随英國皇家空軍駕駛過實驗戰鬥機，以此給人們留下了印象。作家罗伯特·容克在他的著作《比千個太陽還亮：原子科學家們的個人史》（第一本報導曼哈頓計劃的出版著作）中說斯洛廷“曾在西班牙內戰時參與志願軍，他參軍主要是為了刺激而不是政治。”在數年以後的一次訪問中，森姆指出他的兄長是“在西班牙徒步旅行”，並“沒有參與戰爭”，不像外界認為的那樣。斯洛廷於1936年獲大學頒授物理化學博士學位。他的論文《論某些化學反應中不穩定分子的進階形成》還曾經獲獎。之後他為愛爾蘭大南方鐵路公司擔任特別調查員，測試用於哈科特-布雷伊線上的德魯姆鎳鋅蓄電池。

### 芝加哥大學
1937年，在他應徵加拿大國家研究局失敗後，芝加哥大學聘請他當研究員。在那裏，斯洛廷第一次獲得核化學方面的經驗──協助興建美國中西部的第一套回旋加速器。該工作薪酬欠佳，以致斯洛廷的父親不得不额外給予兒子援助，长達兩年之久。1939年至1940年，斯洛廷與生物化學系系主任厄爾·伊凡斯合作，用回旋加速器生產放射性碳（碳-14和碳-11）。合作期間，二人還用碳-11來展示出動物細胞具有利用二氧化碳（經固碳作用）進行碳水化合物合成的能力。
1942年12月2日那天，在啟動恩里科·費米的“芝加哥第一反應堆”（第一個核反應堆）的時候，斯洛廷可能在場；然而，該項目的各種紀錄在這點上並不一致。在這段期間，斯洛廷還對放射生物學方面的好幾份論文作出了貢獻。他在這方面的專長獲得了美國政府的注意，故此被邀加入曼哈頓計劃，也就是美國研發核彈的專案組織。斯洛廷在未來的諾貝爾物理學獎得主尤金·維格納的監督下，在大學裏研究鈽的生產方法，後來改到田納西州橡树岭的橡樹嶺國家實驗室繼續研究。在1944年12月，他搬到新墨西哥州的洛斯阿拉莫斯國家實驗室，為罗伯特·巴彻的炸彈物理小組進行研究工作。

## 洛斯阿拉莫斯
在洛斯阿拉莫斯，斯洛廷的職責在於進行危險的臨界試驗，首先是測試奥托·罗伯特·弗里施在他實驗中用的鈾，後來就是測試鈽製核心。進行臨界試驗時需使核分裂材料達到接近臨界水平，以確立其臨界質量的數值。科學家們將這種對核連鎖反應概率冒險的行為叫做“搔弄龍尾巴”，這是鑒於物理學家理查德·費曼所作的評價，他把這種實驗比作“搔弄一條睡龍的尾巴”。斯洛廷於1945年7月16日組裝了三位一體用的核心，也就是第一枚被引爆的原子彈。由於他那時成了原子武器組裝專家，所以開始被人稱為“美國首席軍械工”。
戰後，斯洛廷表示他愈來愈不屑於參與該計劃。他說，“使我非常憤慨的是，我開始參與海軍的各種測試。” 對斯洛廷而言，很不幸的是洛斯阿拉莫斯仍然需要他的參與，因為就像他說的那樣，“還留在這兒又有炸彈組裝經驗的人只有幾個，而我就是其中一個。”他盼望重返芝加哥大學繼續他的生物物理學及放射生物學的研究，而他那時正在訓練一名替代者，艾爾文·C·格里夫斯，好讓自己一重回和平時期的工作，就有人去接管所留下的職務。
在1945年8月21日，斯洛廷的一名密切同事兼實驗室助理，哈里·K·達格利恩，在進行臨界質量測試時，意外地掉下一塊小碳化鎢鏄，落在重6.2公斤的δ相鈽製炸彈核心上，該塊鈹金屬立刻發出了強烈的能量，後來被稱作惡魔核心。24歲的達格利恩受到510雷姆（5.1西弗）的中子輻射照射。當這位年輕人在往後留院的21天，慢慢地為輻射病折磨至死的期間，斯洛廷長時間伴在他身旁。

### 臨界事故

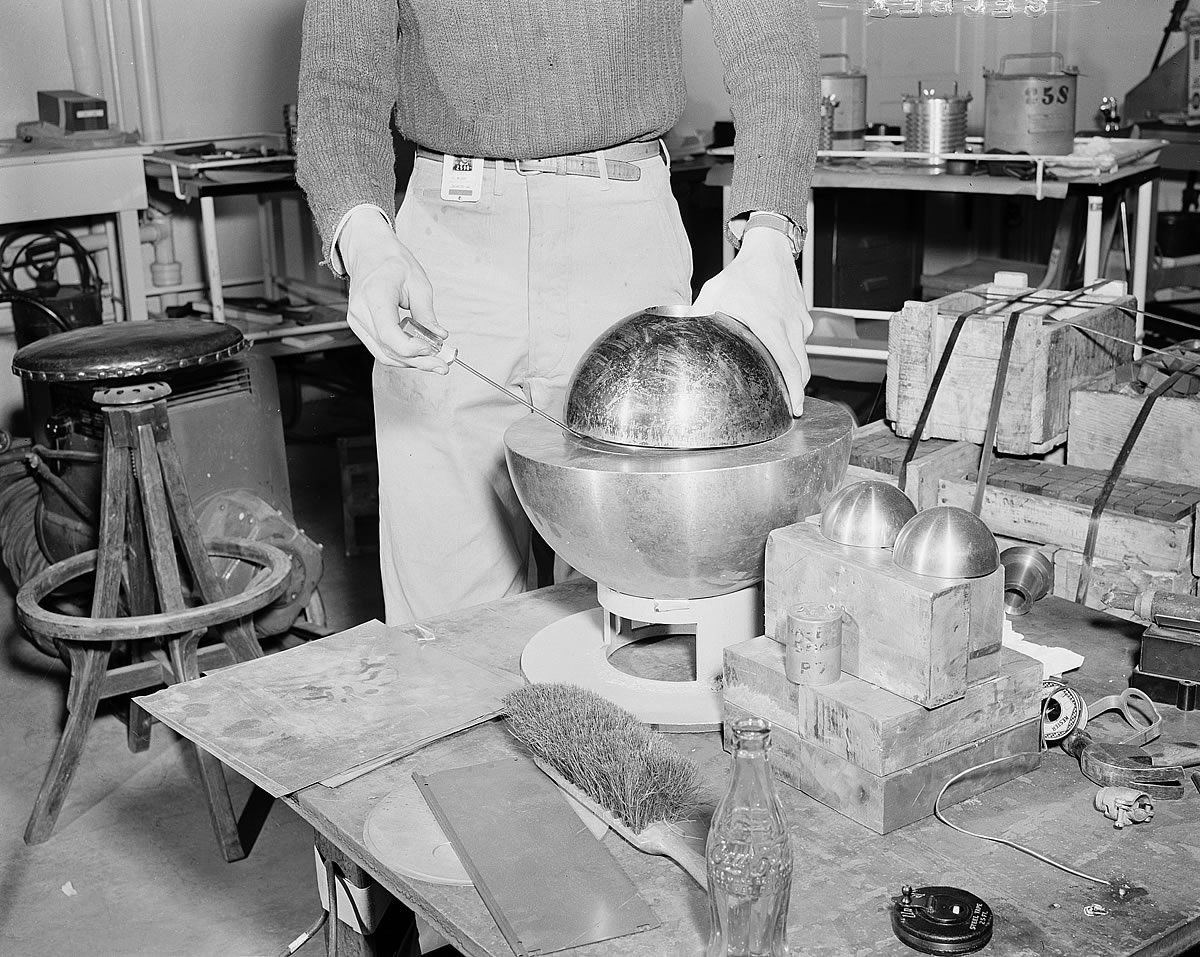
該事故的一次重組

在1946年5月21日，斯洛廷與七名同事對一場實驗進行操作，當中要把兩塊鈹（一種中子反射物料）製半球置於一鈽製核心的周圍，作為製造核分裂反應的起始步驟。該實驗所用的核心正是照射達格利恩的那一顆6.2公斤鈽製核心。斯洛廷一方面用左手經姆指孔抓緊鈹製的上半球，另一方面右手用螺絲起子維持着上下半球間的空隙，同一時間助手移走平常會用的填隙片。使用螺絲起子操作並不是實驗計劃的標準規定。
下午3時20分，螺絲起子滑落，導致鈹製上半球落下，引起瞬發臨界反应並釋放出一股硬性輻射。與此同時，房間裏的科學家們觀察到空氣被離子化所形成的“藍色螢光”，以及感覺到一股“熱浪”。此外，斯洛廷的口部感覺到酸味，左手感到被燒傷的劇痛。斯洛廷本能地向上急抽左手，將鈹製上半球拉起並把它掉到地上。他使自己被一股達致命劑量（約2100雷姆，或21西弗）的中子及γ輻射曝曬（斯洛廷所受的輻射劑量相等於在原子彈爆發時距彈4800呎（1463米）時所受的輻射量）。
斯洛廷一離開實驗樓就嘔吐，一種受強度極高的離子化輻射曝曬下所產生的普遍徵狀。斯洛廷的同事將他緊急送院，但輻射已對他做成無可挽回的傷害。他的父母被告知他們兒子即將面臨的死亡，而一些志願者亦為他提供了輸血用的血液，可惜無效。此次事故終止了洛斯阿拉莫斯一切要動手做的組裝工作。起先，是次事故被列為機密，就算實驗室以內的工作人員亦未被告知此事；羅伯特·歐本海默及其他同事後來報告說，他們對於雖秘密得悉有同事正在等死，但仍要繼續日常工作及社交活動之事，感到極為痛苦。
在父母的陪伴下，斯洛廷於九天後的5月30日逝世。他於1946年6月2日被葬回温尼伯。七位生還者中的三人數年後死於可能與被輻射曝曬相關的死因。
該核心（因引起兩起意外而被稱為“惡魔核心”）是戰後不久的多次實驗中的主體，並且被用於十字路口行動系列核武器測試中的ABLE試爆。斯洛廷的實驗是核心被引爆前預定進行的最後一次，原意是最後一次展示該核心確實具有逹到臨界的能力。

## 遺產

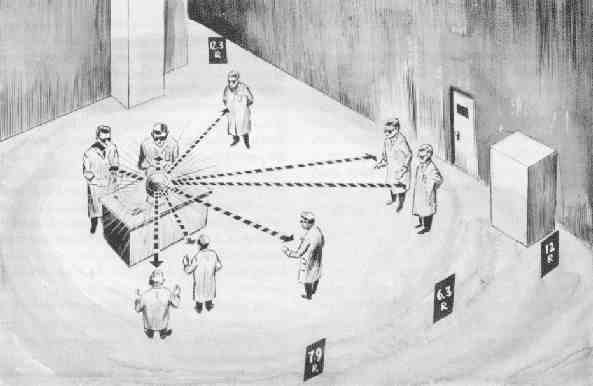
醫生用於判定房內各人在該短期爆發中所受輻射量的速寫。

在1946年6月14日，《洛斯阿拉莫斯時報》副主編托馬斯·P·阿什洛克寫了一首題為《斯洛廷──一首頌辭》的詩：
|  | 擁有偉大靈魂的科學家，願主歡迎你！ 當你跟我們一起的時候，就算連陌生人都知道 你智慧既廣且高的名聲 不單在死亡的熔爐裏 我們最終見到你展示出的高尚之心。 |

當時官方發佈的故事說，迅速移走上半球的斯洛廷，是中斷臨界反應兼保護房內其他七名觀察者的英雄：“斯洛廷博士置自己死生於度外，他的迅速反應阻止了實驗發展到更嚴重的地步，要是沒未阻止的話，可以肯定實驗會導致跟他一起工作的七人全數死亡，以及附近各人的重傷。”然而，作為計劃工作的一名高級物理學家，羅伯特·B·布洛德指出該事故是完全可以避免的，斯洛廷並沒有使用正式步驟，危害自己及實驗室眾人。斯洛廷在洛斯阿拉莫斯的同事於1948年成立了“路易斯·A·斯洛廷紀念基金”，向傑出科學家主講的講座頒授獎金，獲獎者包括羅伯特·奧本海默，諾貝爾獎得主路易斯·沃爾特·阿爾瓦雷茨及漢斯·貝特。紀念基金一直運作至1962年。
在1955年德斯達·馬斯塔斯的小說《事故》中描述的就是這次事故，小說以文學的方式講述一名核科學家受輻射中毒後生命最後的幾天。事故與餘波在1989年時被電影《胖子與小男孩》所戲劇化，當中約翰·庫薩克飾演邁克爾·梅里曼，一名以斯洛廷為藍本的文學角色。作家保羅·穆爾林撰寫了一齣名為《路易斯·斯洛廷奏鳴曲》的戲劇，是1946年5月21日展開的連串事件的戲劇化重組。一顆在1995年被發現的小行星，於2002年被命名為12423斯洛廷星。

## 外部連結
- 斯洛廷奏鳴曲（英文）